# Alligator Bites Never Heal
Albums de Doechii
She / Her / Black Bitch
(2022)
Singles
1. Nissan Altima
Sortie : 2 août 2024
2. Boom Bap
Sortie : 23 août 2024
3. Denial Is a River
Sortie : 2 janvier 2025

Alligator Bites Never Heal est la troisième mixtape de la rappeuse américaine Doechii, sortie le 30 août 2024 et produit par Top Dawg Entertainment et Capitol Records. Précédant la sortie de l'album, le premier single, Nissan Altima, sort le 2 août 2024, suivi de Boom Bap et de Denial Is a River.
La mixtape remporte le Grammy Award du meilleur album de rap à la 67e cérémonie des Grammy Awards, tandis que Nissan Altima est nommé au Grammy Award de la meilleure prestation rap et que Doechii est nommée au Grammy Award du meilleur nouvel artiste,.

## Développement et promotion
Après le succès viral sur TikTok de son single Yucky Blucky Fruitcake en 2021, Doechii signe chez Top Dawg Entertainment et Capitol Records en mars 2022, devant la première rappeuse à signer chez ce dernier. En août 2022, elle sort son deuxième EP, She / Her / Black Bitch.
Pendant la promotion de son EP, Doechii annonce pour Rolling Stone travailler sur son premier album studio avec Pharrell Williams et Babyface. Après sa première entrée dans le Billboard Hot 100 avec son titre What It Is (Block Boy) avec Kodak Black, elle annonce en août 2023 « revenir de Jamaïque et avoir fini son album », sans annoncer de date de sortie officielle.
Le 12 juillet 2024, après la sortie de singles comme Pacer et Alter Ego, Doechii annonce la sortie d'une série de singles courts et enregistrés sur une durée d'une heure, accompagnés de clips, intitulée Swamp Sessions,. Le troisième single, Nissan Altima, sort sur Instagram et YouTube le 27 juillet 2024 avant d'être distribué sur les plateformes de streaming le 2 août 2024.
Le 14 août 2024, le jour de son vingt-sixième anniversaire, Doechii annonce la sortie de Alligator Bites Never Heal, sa première mixtape, tandis que la tracklist est annoncée le 20 août 2024,.

## Titre et thèmes
L'alligator utilise une manœuvre appelée le death roll pour submerger et démembrer sa proie sous l'eau. Cette année, j'ai vécu un death roll sans fin dans ma vie... Une danse de noyade dans mes propres vices, combattant les différents avec mon label et une indifférence créative qui m'a brisée. En faisant mes recherches sur les attaques d'alligators, j'ai trouvé que chaque survivant avait survécu car ils s'étaient battus. Cette mixtape est ma riposte. Je ne suis la proie de personne ; je suis née pour être le prédateur.
L'alligator d'Amérique est également le reptile officiel de l'État de Floride, dont Doechii est originaire, et vit dans les marais, en référence à son surnom, la Swamp Princess (« princesse des marais »).
La pochette de l'album, qui représente Doechii assise tenant un alligator albinos, est photographiée à Los Angeles par John Jay.
Les thèmes principaux de la mixtape sont l'industrie musicale et sa politique, les exigences des labels musicaux, les relations interpersonnelles, les vices, l'estime de soi et sa propre perception du succès.

## Réception critique
La versatilité stylistique de Doechii reçoit une attention particulière, faisant apparaître des éléments de boom bap, d'EDM et de soul au cours de son projet. Ana Lamond de Clash est plus réservée sur son appréciation de la mixtape, faisant remarquer que « la liste des pistes devient une victime de sa propre longueur », en particulier lors des chansons influencées par le RnB. Les talents d'autrice de Doechii sont également loués : elle est décrite comme « une plume géniale d'un charisme brillant » et comme « une compositrice fine dans sa comédie »,.
La chanson Denial Is a River est nommée par plusieurs critiques comme l'élément marquant de la mixtape, décrite comme « Doechii au meilleur de son art » et comme « une démonstration immaculée de son excentricité, sa transparence et sa tendresse ». La justesse des paroles de la chanson Boom Bap, dans lesquelles Doechii critique la vision traditionaliste du hip-hop, sont également soulignées,.
| Publication           | Liste                       | Classement | Référence |
| --------------------- | --------------------------- | ---------- | --------- |
| Exclaim!              | 50 Best Albums of 2024      | 23         | [ 16 ]    |
| National Public Radio | The 50 Best Albums of 2024  | —          | [ 17 ]    |
| Paste                 | The 100 Best Albums of 2024 | 99         | [ 18 ]    |
| Rolling Stone         | The 100 Best Albums of 2024 | 9          | [ 19 ]    |
| Stereogum             | The 50 Best Albums of 2024  | 9          | [ 20 ]    |

## Classements hebdomadaires
| Classement (2024-2025)              | Meilleure place |
| ----------------------------------- | --------------- |
| Allemagne (Media Control AG)        | 10              |
| Australie (ARIA Charts)             | 29              |
| Autriche (Ö3 Austria Top 40)        | 33              |
| Belgique (Flandre Ultratop)         | 15              |
| Belgique (Wallonie Ultratop)        | 85              |
| Canada (Canadian Albums Chart)      | 13              |
| Danemark (Tracklisten)              | 29              |
| Écosse (OCC)                        | 6               |
| Espagne (Promusicae)                | 62              |
| États-Unis (Billboard 200)          | 10              |
| États-Unis (Top R&B/Hip-Hop Albums) | 5               |
| Finlande (Suomen virallinen lista)  | 38              |
| France (SNEP)                       | 27              |
| Irlande (Irish Albums Chart)        | 40              |
| Norvège (VG-lista)                  | 38              |
| Nouvelle-Zélande (RIANZ)            | 19              |
| Pays-Bas (Mega Album Top 100)       | 19              |
| Royaume-Uni (UK Albums Chart)       | 40              |
| Royaume-Uni (R&B Albums)            | 1               |
| Suisse (Schweizer Hitparade)        | 12              |

## Liste des pistes
Toutes les chansons sont écrites et coproduites par Doechii.
| 1.    | Stanka Pooh                | - Doechii - Devin Williams - Kalon Berry                  | - Devin Malik - Kal Banx                     | 2:01 |
| 2.    | Bullfrog                   | - Doechii - Matthew Bartolo Moleta - Mai Ankri            | Stoic & Mai                                  | 1:34 |
| 3.    | Boiled Peanuts             | - Doechii - Armen Zabounian - Joey Hamhock                | - Andreas - Peyote - Joey Hamhock            | 2:01 |
| 4.    | Denial Is a River          | - Doechii - James Ian Anderson - Joey Hamhock             | Ahmanti Booker                               | 2:39 |
| 5.    | Catfish                    | - Doechii - Ahmanti Booker                                | Ahmanti Booker                               | 2:14 |
| 6.    | Skipp                      | - Doechii - Ahmanti Booker                                | Ahmanti Booker                               | 1:40 |
| 7.    | Hide n Seek                | - Doechii - Kalon Berry                                   | Kal Banx                                     | 2:29 |
| 8.    | Bloom                      | - Doechii - Jayda Love                                    | AaronMac & ZayBans                           | 2:13 |
| 9.    | Wait                       | - Doechii - Henry Was - Dylan Ruddy                       | - Henry Was - Dylvinci                       | 3:04 |
| 10.   | Death Roll                 | - Doechii - Malik Sanders                                 | Malik Ninety Five                            | 2:19 |
| 11.   | Profit                     | - Doechii - Mike Hector - David Duodu                     | - Mike Hector - KND                          | 1:35 |
| 12.   | Boom Bap                   | - Doechii - Darhyl Camper - Darius Scott                  | - Darhyl Camper - DJ Miss Milan              | 2:10 |
| 13.   | Nissan Altima              | - Doechii - Childish Major                                | Childish Major                               | 2:06 |
| 14.   | GTFO (ft. Kuntfetish)      | - Doechii - Devin Williams - Kole Kimbro                  | Devin Malik                                  | 2:40 |
| 15.   | Huh!                       | - Doechii - Devin Williams                                | Devin Malik                                  | 2:16 |
| 16.   | Slide                      | - Doechii - Kalon Berry - Solal Tong Cuong - Keanu Torres | - Kal Banx - Banshee The Great - Keanu Beats | 2:54 |
| 17.   | Fireflies                  | - Doechii - Ahmanti Booker - Taylor Sader                 | - SADER - Ahmanti Booker                     | 4:25 |
| 18.   | Beverly Hills              | - Doechii - Devin Williams                                | Devin Malik                                  | 3:38 |
| 19.   | Alligator Bites Never Heal | - Doechii - Miles Franklin                                | - Super Miles - Kal Banx - Austin Brown      | 2:55 |
| 46:53 |                            |                                                           |                                              |      |